# Мала Ванцина
Мала Ванцина (рум. Vanţina Mică) — село в Молдові у Сороцькому районі. Входить до складу комуни, центром якої є село Пирлиця.